# Kanuru
Kanuru is een census town in het district Krishna van de Indiase staat Andhra Pradesh. 

## Demografie
Volgens de Indiase volkstelling van 2001 wonen er 30696 mensen in Kanuru, waarvan 53% mannelijk en 47% vrouwelijk is. De plaats heeft een alfabetiseringsgraad van 73%. 